# Хардвік-холл
Гардвік-Голл (Хардвік-холл) (англ. Hardwick Hall) — заміська садиба з парком доби маньєризму і Північного Відродження, якою керує пам'яткоохоронний заклад — Національний траст.

## Історія садиби

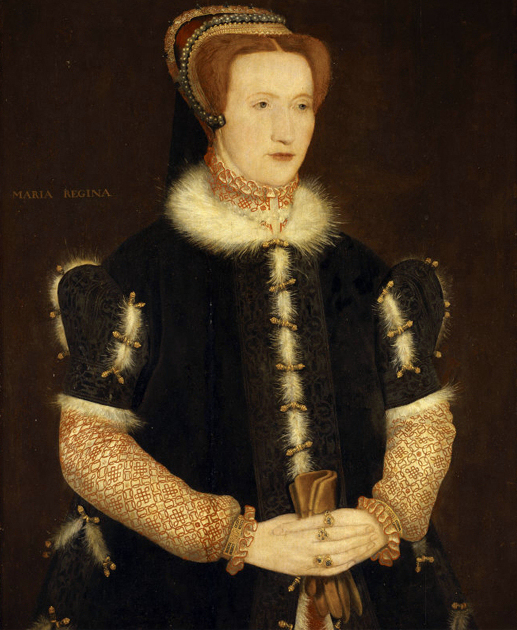
Пані Бесс Гардвік, 1550-ті роки.

Садиба з палацом належала графині Бесс Гардвік. Це був перший заміський маєток в Англії, що не мав фортечного вигляду і не був розрахована на облоги, не був захищений ровами чи оборонними вежами. Нащадки володіли садибою, аж допоки не передали її у відання міністерству фінансів Великої Британії як податок на спадок ще 1956 року. Міністерство фінансів 1959 року передало садибу пам'яткоохоронному закладу — Національному трастові Великої Британії.
Бесс Гардвік, графиня Шрусбері, вважалась найбагатшою пані Англії — після королеви Єлизавети І. Похмура погода з дощами спонукали використовувати в країні великі вікна, незважаючи на дороге скло. Своєрідним винятком став саме Гардвік-Голл, де були використані дуже великі вікна, що породило приказку, начебто в Гардвік-Голл вікон більше, ніж стін. Споруда має підкреслено симетричну конструкцію і незвичне для помешкань того часу розпланування — осьову побудову, велику залу на центральній осі, кам'яні сходи, низку зал на другому поверсі, прикрашених гобеленами 17 століття, старими меблями та вишивками. Парапети споруди прикрашені монограмою першої володарки садиби і палацу.
На схилі життя Бесс Гардвік, що кохалась на килимарстві і вишивках, наказала зробити інвентарний опис меблів і текстилю, які заповідала нащадкам в незмінний спадок, що і було виконано.
На території садиби зберігають також первісну садибну споруду, яку використовували для гостей. Зараз ця споруда (Старий Гардвік-Голл) перебуває в напівзруйнованому і законсервованому стані.
Садиба Гардвік-Голл, як і її сади, відкриті для відвідин.

## Галерея

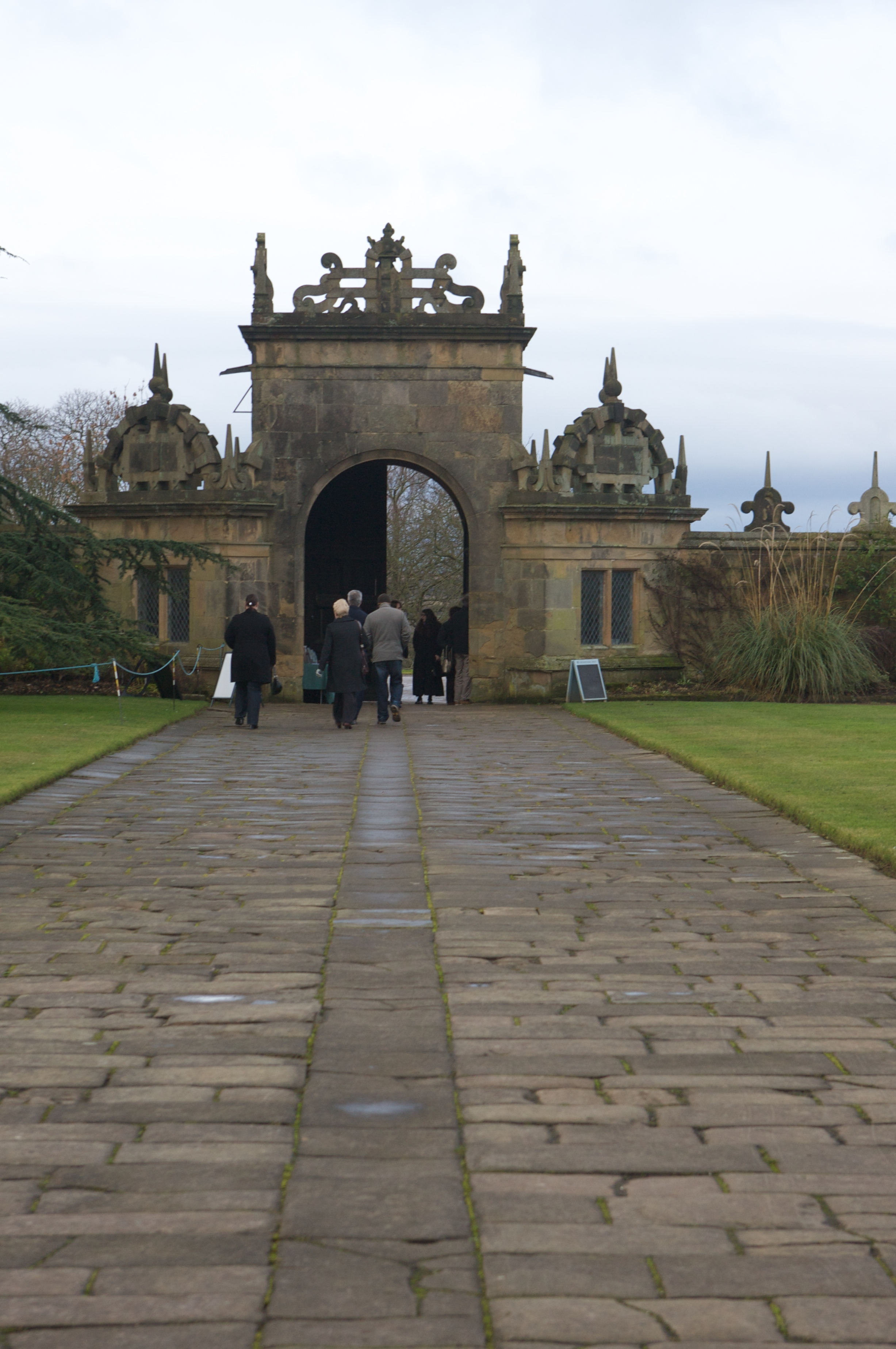
Чудернацький декор вхідної брами в Гардвік-Голл

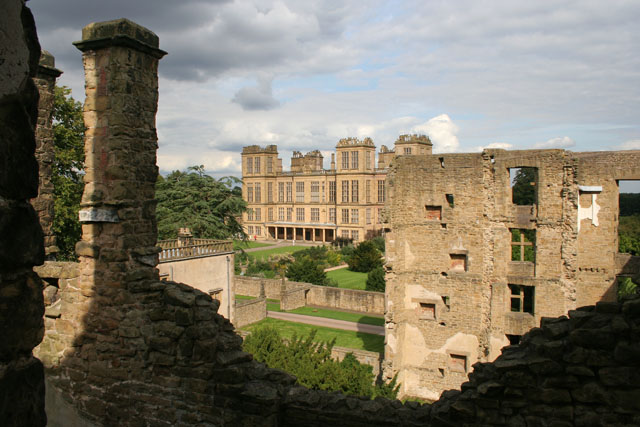
Садиба Гардвік-Голл, старий замок і палац 1597 року
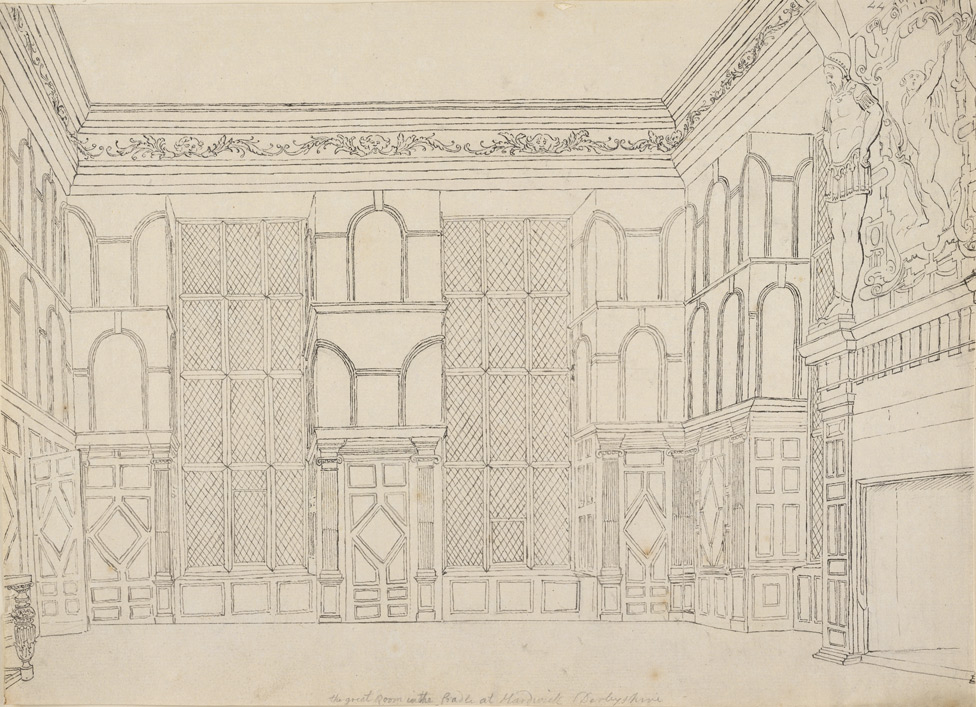
декор Великої зали в Гардвік-Голл, малюнок 1773 року. Вікна заштриховані.
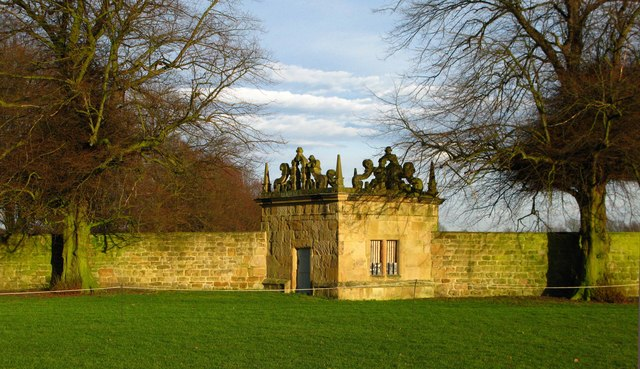
Чудернацький декор павільйону в Гардвік-Голл.
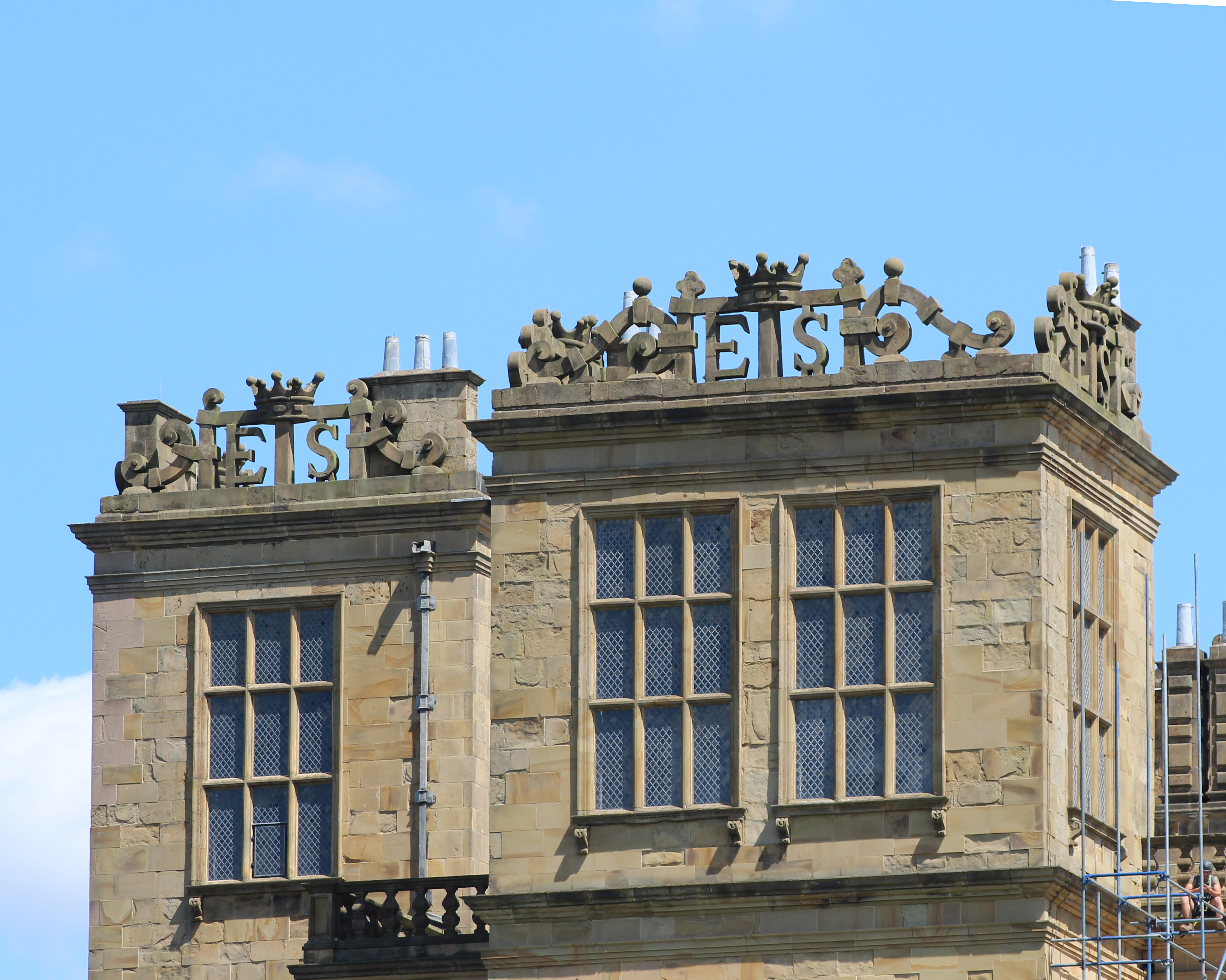
Монограма володарів на парапеті палацу.